# Sæbø
Sæbø is een plaats in de Noorse gemeente Alver, provincie Vestland. Tussen 1924 en 1964 was het een zelfstandige gemeente. In dat laatste jaar ging Sæbø op in de gemeente Radøy, die op zijn beurt in 2020 deel ging uitmaken van de nieuwe gemeente Alver. Het dorp Sæbo heeft een houten kerkje uit 1884.